# Kumidjis
Els kumidjis foren un antic poble muntanyès que les fonts perses i àrabs esmenten als segles x i xi.
Vivien a les muntanyes de Buttaman al cim de les valls que baixen cap al sud fins al curs del Oxus superior (a través del Caghaniyan i el Khuttal). Els Hudad al-alam els descriuen com un poble de bandits en estreta relació amb els nòmades turcs kandjina. Se suposa que els dos pobles (kumidjis i kandjines) eren restes d'una invasió anterior, probablement heftalites o escites sakes, que s'havien quedat a la regió del Pamir. Si fossin escites sakes potser tindrien relació amb la tribu dels Komedai esmentada per Claudi Ptolemeu (el nom donaria Kumedh-dji). Gardizi i Bayhaki diuen que eren saquejadors i al final del poder samànida servien als poders que els requerien per lluitar contra un rival. Al-Muqaddasi diu que eren turcs.
Al temps dels seljúcides deixen de ser esmentats i probablement foren absorbits en la massa turca. La seva identificació amb els Kamboja és una hipòtesi no comprovada.